# Jozef Duclos
Jozef Desiderius Duclos (Brugge, 10 juni 1853 - Oostende, 10 december 1914) was een Belgisch rooms-katholiek priester, musicus en componist.

## Levensloop
Jozef Duclos was een broer van de kanunnik, historicus en volkskundige Adolf Duclos (1841-1925).
Hij kreeg private muzieklessen van Leo Van Gheluwe, directeur van het conservatorium in Brugge.
Van 1876 tot 1880 werd hij tot priester gewijd en werd hij leraar aan de normaalschool in Torhout. Hij werd er opgevolgd door Alfons Mervillie. In 1880 bracht hij, ter vervolmaking van zijn muziekkennis, een tijd door aan het Hoger Instituut voor Kerkmuziek in Mechelen, geleid door Jacques-Nicolas Lemmens.
Hij werd vervolgens onderpastoor in Poperinge (1880-1886) en in Oostende (1886-1888). Daarna bleef hij ambteloos.
Hij had grote belangstelling voor het gregoriaans. Hij schreef hierover verschillende artikels, tussen 1876 en 1885 gepubliceerd in Rond den Heerd, het tijdschrift van Guido Gezelle en Adolf Duclos.

## Composities
- Die sage van Groeninge, op tekst van Adolf Duclos, 1877.
- Tantum ergo, 1887.
- Le chant de la liberté, 1879.
- Sint-Lutgardislied, op tekst van J. Samyn.
- De Vlaamsche Wacht, op tekst van H. Persyn.
- Vijf liederen voor koor, op teksten van Guido Gezelle en Adolf Duclos.
- Het Schutverbond, gecomponeerd voor de Brugse historische stoet van de zalige graaf Karel de Goede, 1884.

## Publicaties
- Traité d'harmonie par Oberhoffer, traduit de l'allemand, 1876.
- Essai sur la vie et les travaux de l'auteur. Ouvrage posthume de Jacques Nicolas Lemmens, 1886.